# Pradiers
Pradiers (Okzitanisch: gleicher Name) ist eine französische Gemeinde mit 81 Einwohnern (Stand 1. Januar 2022) im Département Cantal in der Region Auvergne-Rhône-Alpes; sie gehört zum Arrondissement Saint-Flour.

## Geografie
Pradiers liegt rund 29 Kilometer nordwestlich der Kleinstadt Saint-Flour innerhalb des Regionalen Naturparks  Volcans d’Auvergne.

## Geschichte
Die Gemeinde gehört historisch zur Region Cézallier innerhalb der Auvergne. Pradiers gehörte von 1793 bis 1801 zum District Murat und war von 1793 bis 2015 Teil des Kantons Allanche.

## Bevölkerungsentwicklung
| Jahr                       | 1962 | 1968 | 1975 | 1982 | 1990 | 1999 | 2006 | 2019 |
| -------------------------- | ---- | ---- | ---- | ---- | ---- | ---- | ---- | ---- |
| Einwohner                  | 270  | 209  | 174  | 134  | 117  | 111  | 115  | 87   |
| Quellen: Cassini und INSEE |      |      |      |      |      |      |      |      |

## Sehenswürdigkeiten
- Kirche Saint-Jean-Baptiste mit Holzstatuen
- Berglandschaften von Courbières, Fortunier-Haut, Paillassère und Pradiers
- Aussichtspunkt Le col de Fortunier

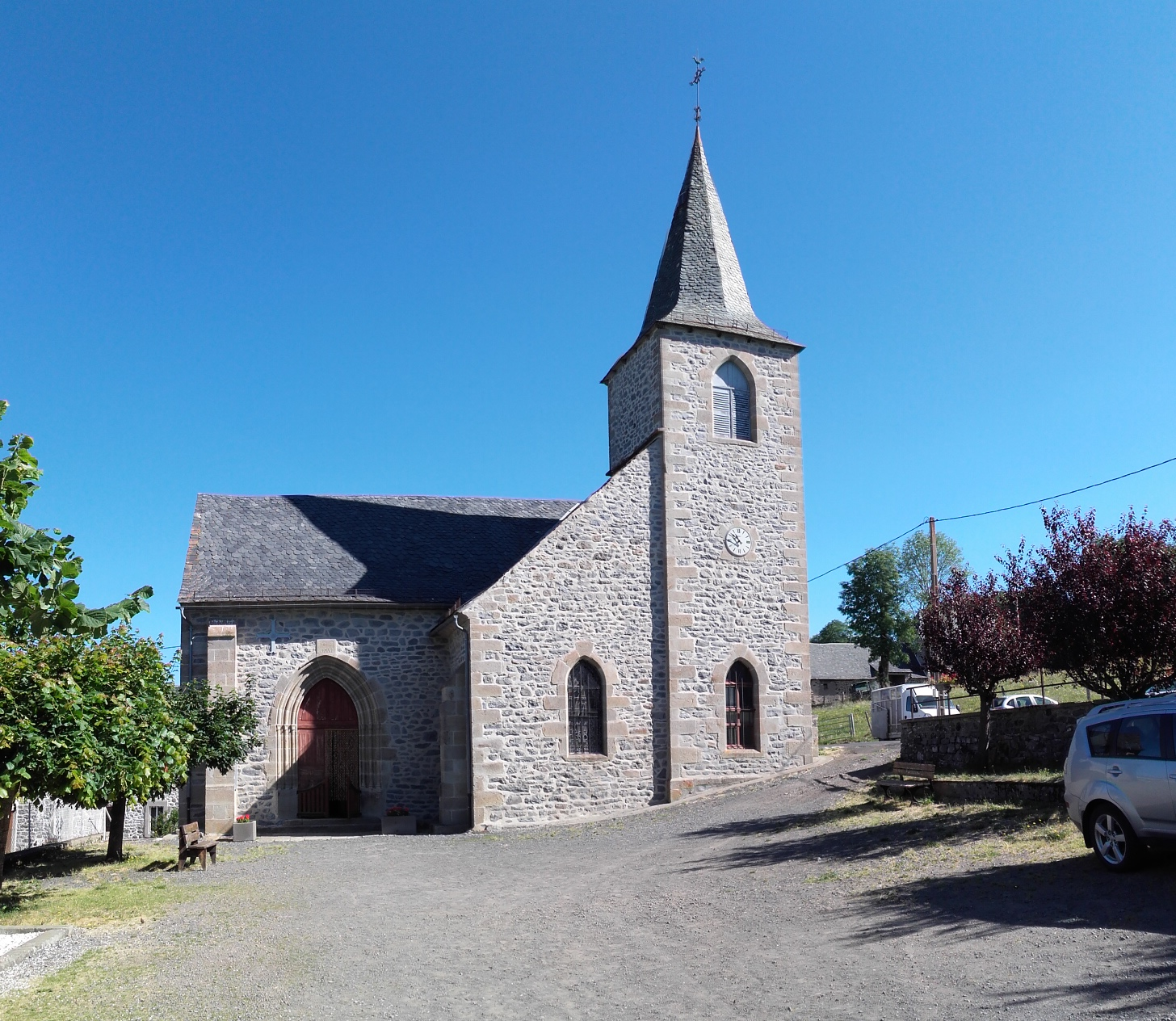
Kirche Saint-Jean-Baptiste

- Wasserfall von Courbières